# Торбой (Вашингтон)
Торбой (англ. Torboy) — переписна місцевість (CDP) в США, в окрузі Феррі штату Вашингтон. Населення — 43 особи (2020).

## Географія
Торбой розташований за координатами 48°40′13″ пн. ш. 118°40′6″ зх. д. / 48.67028° пн. ш. 118.66833° зх. д. (48.670198, -118.668452).  За даними Бюро перепису населення США в 2010 році переписна місцевість мала площу 2,47 км², з яких 2,40 км² — суходіл та 0,07 км² — водойми.

## Демографія
Згідно з переписом 2010 року, у переписній місцевості мешкало 49 осіб у 25 домогосподарствах у складі 12 родин. Густота населення становила 20 осіб/км².  Було 59 помешкань (24/км²).
Расовий склад населення:
| - 93,9 % — білих - 4,1 % — корінних американців |

До двох чи більше рас належало 2,0 %. Частка іспаномовних становила 0,0 % від усіх жителів.
За віковим діапазоном населення розподілялося таким чином: 18,4 % — особи молодші 18 років, 59,2 % — особи у віці 18—64 років, 22,4 % — особи у віці 65 років та старші. Медіана віку мешканця становила 53,4 року. На 100 осіб жіночої статі у переписній місцевості припадало 145,0 чоловіків;  на 100 жінок у віці від 18 років та старших — 135,3 чоловіків також старших 18 років.
За межею бідності перебувало 6,3 % осіб, у тому числі 0,0 % дітей у віці до 18 років та 0,0 % осіб у віці 65 років та старших.
Цивільне працевлаштоване населення становило 32 особи. Основні галузі зайнятості: освіта, охорона здоров'я та соціальна допомога — 62,5 %, публічна адміністрація — 37,5 %.